# Albert Graham Ingalls
Albert Graham Ingalls (16 de enero de 1888 – 13 de agosto de 1958) fue un editor científico y astrónomo aficionado estadounidense. A través de sus columnas en la revista Scientific American, incluyendo "The Amateur Scientist" (El Científico Amateur), y de su serie de tres volúmenes "Amateur Telescope Making" (Fabricación de telescopios para aficionados), Ingalls ejerció una gran influencia en el campo de la astronomía para aficionados en los Estados Unidos.

## Biografía
Ingalls hijo único, nació en Elmira (Nueva York). En 1914 se graduó en la Universidad de Cornell. Realizó los trabajos más variados, incluyendo operador de telégrafo, hasta que se alistó a la Guardia Nacional en Nueva York, sirviendo en Francia durante Primera Guerra Mundial.
En 1923 se convirtió en editor de la revista Scientific American, ocupación que mantuvo hasta su jubilación en 1955. Posteriormente describió sus deberes editoriales como consistentes en "obtener artículos, editar artículos, encontrar las ilustraciones, escribir los titulares, leer las pruebas, y en general, ser la niñera de seis artículos importantes cada mes". Comenzó una columna regular, titulada "El astrónomo del patio de atrás" en 1928, rebautizada más tarde como "El científico aficionado". Su última columna apareció en abril de 1955, poco antes de su jubilación.
Sus intereses principales estaban centrados en las áreas de la astronomía y de la construcción de telescopios. Después de leer un artículo de Russell W. Porter sobre la construcción de telescopios, concertó una visita para ver a Porter en Nueva York en junio de 1925, sobre la que redactó un artículo un año más tarde en el Scientific American. El artículo fue tan bien recibido que Ingalls empezó una serie de columnas sobre construcción de telescopios para aficionados, algunas escritas en colaboración con Porter. Ingalls y Porter se hicieron grandes amigos, y los dos hombres permanecieron como centro de la comunidad de aficionados constructores de telescopios durante los treinta años siguientes.
Numerosos artículos de sus columnas, junto con las ilustraciones realizadas por Porter, fueron publicados en forma de libro titulado "Amateur Telescope Making" (Fabricación de telescopios para aficionados), cuyo primer volumen apareció en 1926, seguido por los volúmenes 2 y 3 en 1937 y 1953. Estos libros contribuyeron a crear un interés público duradero por la observación astronómica, y son conocidos entre los aficionados como "la biblia de los constructores de telescopios".
Durante la Segunda Guerra Mundial, Ingalls organizó el trabajo de los fabricantes de telescopios aficionados para paliar la escasez de prismas de techo para instrumentos militares.
Tras su jubilación en 1955, Ingalls viajó por el estado de Nueva York investigando su genealogía hasta que fue atropellado por un coche. El accidente le dejó paralizado, falleciendo un año más tarde a los 70 años de edad.

## Reconocimientos
- Premio de Liga astronómica (1951)[4]
- Medalla Blair de los Western Amateur Astronomers (1954)[5]

## Eponimia
- El cráter lunar Ingalls lleva este nombre en su memoria.